# Lo straniero (film 1946)
Lo straniero (The Stranger) è un film del 1946 diretto, interpretato e co-sceneggiato da Orson Welles.

## Trama

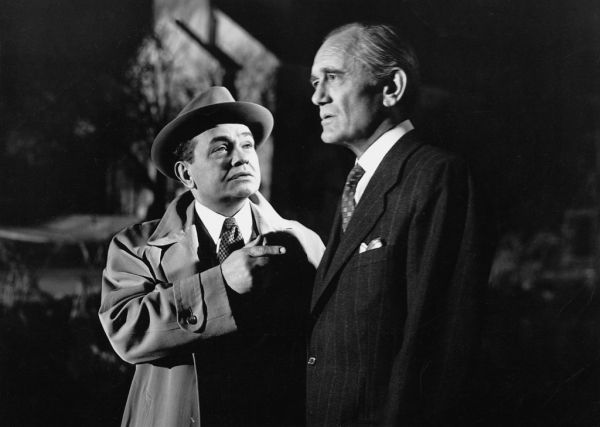
Edward G. Robinson e Philip Merivale

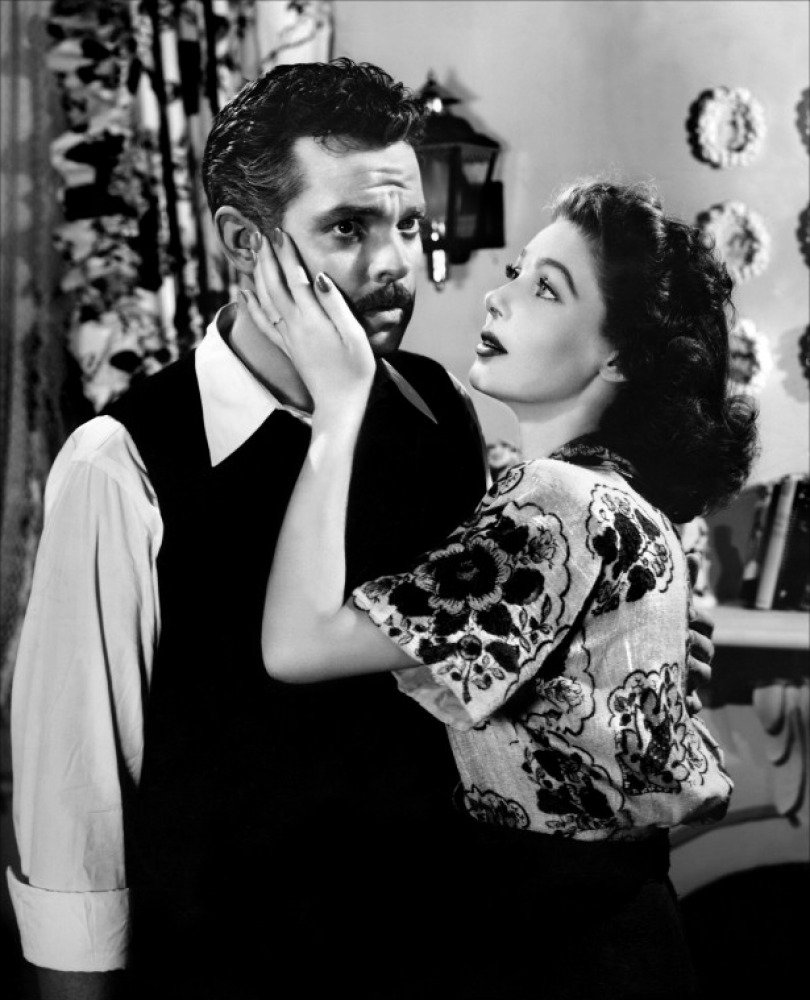
Orson Welles e Loretta Young

Nell'immediato secondo dopoguerra, la Commissione delle Nazioni Unite contro i Crimini di guerra cerca di rintracciare uno dei più efferati capi dei campi di sterminio nazisti, Franz Kindler, che è scomparso senza lasciare tracce (di lui non si trova neppure una fotografia, si sa solo che ha l'hobby di riparare i meccanismi di grossi orologi). Mr. Wilson, investigatore della Commissione, sotto la propria responsabilità fa liberare Konrad Meinike, uno degli ex collaboratori di Kindler, che è in prigione appunto per crimini di guerra. Come previsto, Konrad riprende i contatti con gli ex-compagni nazisti, si dirige in Messico e, pedinato e sorvegliato con discrezione dalla polizia messicana, si reca da un fotografo, legato evidentemente all'Organizzazione che si occupa di aiutare gli ex nazisti ricercati per crimini di guerra. Il fotografo lo indirizza ad Harper, Connecticut (Stati Uniti d'America), ove Kindler vive sotto le mentite spoglie di uno stimato professore di storia, Charles Rankin, e sta per imparentarsi con una delle più eminenti famiglie della cittadina grazie all'imminente matrimonio con Mary Longstreet, figlia del giudice della Corte Suprema degli Stati Uniti, Adam Longstreet.
Sfuggito al pedinamento di Mr. Wilson, Konrad incontra Rankin ma questi, temendo che Konrad sia stato seguito (come effettivamente è avvenuto), lo uccide e ne sotterra il corpo in un boschetto del parco cittadino. Spacciandosi per antiquario (ed appassionato di grossi orologi), Wilson riprende invano le ricerche di Konrad, ma al momento di abbandonare l'impresa, durante un pranzo cui è stato invitato dalla famiglia del giudice, sente pronunciare dal professor Rankin la frase «...ma Carlo Marx non era tedesco, era ebreo...». Questo lo convince che il sedicente Charles Rankin è in realtà proprio il nazista Kindler, che verrà smascherato con l'aiuto (inizialmente involontario) della sposa e verrà tradito dalla sua passione per i grossi orologi: egli ripara infatti il vecchio orologio del campanile della chiesa, dotato di un meccanismo che allo scoccare delle ore muove un carosello di statue di angeli e fa suonare un carillon; l'epilogo della vicenda avrà come protagonista proprio l'orologio da lui riparato.

## Distribuzione

### Home video
Il film è stato distribuito in home video, in Italia, su DVD e Blu Ray:
- dallo studio Lux Vide nel 2004, senza contenuti extra, audio e video non restaurati;
- dalla Ermitage nel 2006, con contenuti extra ma audio e video non restaurati;
- dalla MGM nel 2009, con contenuti extra e audio e video restaurati;
- dalla Ermitage e DCult nel 2010, senza contenuti extra, audio e video non restaurati;
- dalla 4K Studio in Blu Ray nel 2014, con contenuti extra e audio e video restaurati;
- dalla Raro Video in DVD nel 2014, con contenuti extra e audio e video restaurati.

## Accoglienza
(Peter Bogdanovich)
 In Italia il film, presentato al Festival del Cinema di Venezia nel 1947, viene subito recensito come «semplicemente buono» da Pietro Bianchi pur giudicando Orson Welles non così potente come in Quarto potere. In ogni caso mentre lo stesso Pietro Bianchi afferma che Welles con questo film ci dona un «racconto memorabile nella sfera del film d'avventure» confermandosi creatore «di "atmosfere", evocatore di ambienti suggestivi e una grande forza del cinema contemporaneo, altri, come ad esempio Georges Sadoul, che non dedica neanche la scheda critica a questa opera di Welles o Alfonso Canziani seguono la valutazione negativa suggerita dallo stesso regista.
Il film è stato candidato per l'Oscar del 1947 per il miglior soggetto originale.